# القرين (لودر)

تعديل مصدري - تعديل

القرين هي إحدى قرى عزلة زارة بمديرية لودر التابعة لمحافظة أبين، بلغ تعداد سكانها 370 نسمة حسب تعداد اليمن لعام 2004.